# Politique linguistique de la Belgique
En 1831 la Constitution belge tout en proclamant l'égalité des langues laisse s'instaurer une prépondérance de fait du français. Ceci provoque assez rapidement un mécontentement flamand perceptible dès 1840, date classique de la naissance du mouvement flamand. 

## Le mouvement flamand en échec
En 1857, sous la présidence de Louis Jottrand, lui-même un Wallon[réf. nécessaire], mais sympathisant de la cause du flamand (on dira plus tard le néerlandais), se réunit une Commission des griefs qui rédige un rapport. Le libéral Charles Rogier rédige un contre-rapport et déclare à la Chambre que par l'octroi de subsides à la littérature flamande, un point final a été mis aux revendications flamandes (1858).
Cependant, le 4 février 1857, la Chambre, lors de l'examen de  la proposition de loi sur la collation des grades académiques, deux députés flamands déposent un amendement exigeant la connaissance du flamand dans certaines professions au moins pour des capacitaires exerçant leurs compétences en Flandre comme les notaires. La Chambre repousse l'amendement, un seul député wallon, le comte Hadelin de Liedekerke-Beaufort le soutenant. Il est également repoussé au Sénat.

## Le mouvement flamand obtient le consensus
Les propositions de loi sur l'emploi du flamand dans la procédure pénale sont d'abord rejetées comme le 13 décembre 1867 (les catholiques flamands et wallons l'approuvent, les libéraux la rejettent). Le 17 août 1873, une proposition de loi de même nature est approuvée, à une large majorité (on précise que la procédure en français peut être demandée par le justiciable). Le sénateur de Mons, Hubert Dolez considère que ce vote résout la question flamande.  Le consensus se maintient à propos de l'emploi des langues en matière administrative: la Chambre approuve la loi le 8 mai 1878 et le Sénat l'adopte même à l'unanimité. Le 23 janvier 1883 et le 31 mai de la même année, une loi instaure l'usage du flamand au niveau des humanités. Plusieurs députés  avaient exprimé alors l'idée que les griefs flamands étaient maintenant résolus. En réalité, ces lois votées ne remettent pas en cause la prépondérance du français malgré les apparences.

## Le mouvement flamand s'impose en fonction de sa majorité parlementaire
Le 21 décembre 1888 une loi sur la procédure pénale en flamand visant à renforcer en  faveur de cette langue la loi de 1873 est finalement adoptée. Sur les 41 députés wallons présents 25 la rejettent, au Sénat 8 Wallons sur 12 présents la rejettent également. En 1890 une autre loi vise à corriger celle de 1883 sur l'enseignement: 8 députés wallons approuvent la loi, 16 la rejettent. Au Sénat 11 sénateurs wallons sur 14 la rejettent. Après l'adoption du suffrage universel en 1893, la Chambre vote à une large majorité la loi Coremans-Devriendt instaurant le flamand (plus tard le néerlandais), comme langue officielle à égalité avec le français. Le Sénat amende la proposition et ne reconnaît pas au flamand la même valeur juridique que celle des textes en français. Même amendé par le Sénat dans le sens qui vient d'être dit, le texte, revenu devant la Chambre ne plaît guère aux députés wallons : 21 votent le texte, 19 le rejettent et 4 s'abstiennent dont Alfred Defuisseaux. Jules Destrée déclare se conformer au principe de l'égalité linguistique mais redoute les conséquences de cette loi. Quand il revient devant le Sénat, le texte, quoique toujours amendé et n'établissant donc pas une stricte égalité, est adopté par cette chambre mais rejeté par 38 sénateurs wallons sur 40, en raison du mécontentement de l'opinion publique en Wallonie. Le 15 mars 1907 l'article 21 bis d'une loi concernant les ingénieurs des mines impose la connaissance du flamand à tous les ingénieurs. La majorité des députés wallons rejettent la loi (dont tous les libéraux et les socialistes du Hainaut, non cependant les Liégeois dont Célestin Demblon). Dans un esprit d'apaisement le député anversois Louis Franck limite l'exigence de la connaissance du flamand aux ingénieurs exerçant leur métier en Flandre. La loi est alors adoptée. Lors du vote final sur la proposition de loi imposant le néerlandais y compris dans l'enseignement libre, les députés wallons se divisent. Il est vrai qu'ci, à l'enjeu opposant Wallons et Flamands se superpose le conflit entre libéraux et catholiques. Les 22 députés catholiques wallons votent tous contre la proposition, 4 libéraux votent pour et 5 contre. Les socialistes sont 17 à voter pour et 2 contre. trois députés wallons s'abstiennent. Mais la majorité des députés wallons ont voté contre ou se sont abstenus. IL est vrai que la première partie de la loi a recueilli l'assentiment d'une majorité des députés wallons. C'est une loi imposant la connaissance du flamand aux greffiers des conseils de prud'homme, même en Wallonie qui va créer l'incident au cours duquel le sénateur Emile Dupont s'écriera Vive la séparation administrative !. Sur les 26 sénateurs wallons, 24 votèrent contre cette disposition. Enfin, le 17 avril 1914, une loi imposant le flamand dans les écoles primaires en Flandre est voté par tous les députés catholiques restés en séance, les libéraux et les socialistes l'ayant quittée, seule une minorité de députés wallons approuvent en fait  la dernière loi linguistique votée avant la Grande guerre. Toutefois une proposition de loi déposée par les députés flamands et visat à la flamandisation de l'université de Gand ne put être discutée, le gouvernement craignant qu'elle ne divise les catholiques.
Le 31 juillet 1921 la majorité parlementaire flamande imposa le vote interdisant l'usage du français dans les administrations en Flandre. Malgré tous les amendements subis par la loi au Sénat, seuls trois députés wallons sur cinquante neuf à la Chambre la voteront : cinquante et un votent contre et six s'abstiennent.
En 1921 le Wallon modéré qu'était le secrétaire de l'Assemblée wallonne, Joseph-Maurice Remouchamps  proposa une révision de la Constitution imposant le vote dit bilatéral . Pour être acceptée, une loi aurait dû être votée par une majorité de parlementaires des deux régions (Flandre et Wallonie). Le 19 novembre 1921, les parlementaires flamands rejetèrent la proposition à l'unanimité.

## Le retour au consensus de 1930 à 1938
En revanche après les discussions entre Jules Destrée et Camille Huysmans qui avaient abouti à un Compromis des Belges signé par 26 parlementaires socialistes, de nouvelles  lois sur l'emploi des langues et la première Frontière linguistique furent votées avec une majorité des parlementaires tant wallons que flamands. C'est ainsi que le 5 mars et le 2 avril 1931, tant à la Chambre qu'au Sénat une majorité de parlementaires wallons votent la flamandisation de l'université de Gand. Le 11 juillet 1930 et le 4 novembre de la même année les sénateurs wallons approuvent majoritairement la législation linguistique en matière d'enseignement primaire et moyen. La Chambre ratifiera ces projets votés par le Sénat avec également l'accord d'une majorité de députés wallons. Le 2 mars et le 21 mars 1932 la Chambre puis le Sénat votent le principe de l'uniliguisme régional et du bilinguisme à Bruxelles, toujours avec l'accord d'une majorité de parlementaires wallons. Le 30 juin 1938 à la Chambre et le 26 juillet au Sénat, la législation linguistique à l'armée (qui impose notamment une connaissance des deux langues au niveau des officiers d'active et impose que les cadres de l'armée s'expriment en néerlandais quand ils s'adressent aux soldats flamands), est également votée, toujours avec l'accord d'une majorité de parlementaires wallons.

## Nouvelle rupture du consensus
Plus tard en 1938, le consensus va se rompre à nouveau quand il s'agira d'adopter la loi séparant les régiments wallons et les régiments flamands. Le 25 mars 1947 la majorité des députés flamands et bruxellois refusent de prendre en considération la proposition de révision de la Constitution (instaurant le fédéralisme) prise en considération par une majorité de parlementaires wallons. En 1949, l'adaptation du nombre des sièges parlementaires au chiffre de la population est également votée alors qu'elle est rejetée par une majorité de parlementaires wallons tant à la Chambre le 27 avril 1949 qu'au Sénat le 17 mai. C'est le même sort que subit une proposition fédéraliste semblable à celle de 1947 de Joseph Merlot déposée à la Chambre en 1952. Les lois linguistiques de 1963 furent votées également par une majorité de parlementaires flamands contre une majorité de parlementaires  wallons: l'ensemble du projet de la loi paru au Moniteur en 1963 fut voté le 31 octobre 1962 par 20 Wallons sur 76 à la Chambre. Ce projet de loi fixait définitivement la Frontière linguistique, ce qui    créa le problème difficile des Fourons (réunis au Limbourg malgré l'opposition de ses habitants). jusqu'au renversement des élections communales quand l'apport de population hollandaise renversa la vieille majorité wallonne aux élections communales de 2000.

## Pas nécessairement une pure opposition linguistique
Un certain nombre de lois linguistiques ont donc été imposées par la majorité flamande au Parlement belge, d'autres au contraire recueillirent une majorité des votes parlementaires à la suite de compromis préalables. Cette majorité flamande a pesé de son poids dans d'autres domaines que le domaine linguistique comme la mise à l'écart du pouvoir des libéraux et socialistes de 1884 à 1914, comme (avec d'autres facteurs), l'adoption de la politique de neutralité en 1936, ou encore lors de la Consultation populaire qui elle-même concerne l'ensemble de la population et ne porte pas sur une question linguistique (mais sur le retour de  Léopold III
Dans tous les votes des lois linguistiques, le clivage Wallons/Flamands n'est nullement le seul à jouer. On voit parfois une majorité de Wallons d'obédience catholique (ou laïque), voter des lois en faveur du flamand. Ainsi au siècle passé, les députés wallons les plus radicaux (qui sont aussi anticléricaux, qu'ils soient socialistes ou libéraux) ont tendance à voter les lois en faveur du flamand si la chose représente un inconvénient pour l'enseignement confessionnel. Ainsi, lors de la Consultation populaire, si les arrondissements wallons sont en général opposés à Léopold III, les arrondissements ruraux où l'influence catholique est plus forte sont moins radicalement opposés au roi, comme à Namur (où le non l'emporte à 53 % seulement). Ou bien votent en faveur du roi comme à Verviers (mais dans cet arrondissement il faut tenir compte du poids des électeurs germanophones, minoritaires mais  massivement ralliés au roi). Dans les arrondissements wallons  favorables au retour à Léopold III le oui est soit inférieur soit seulement égal  au pourcentage de oui présent dans tous les arrondissements flamands. Il n'y a qu'à Anvers que le pourcentage de oui est légèrement inférieur aux arrondissements wallons les plus favorables. D'autres décisions importantes sur le plan économique ont pu être prises dans le même contexte comme l'implantation d'une usine siédérurgique à Zelzate au début des années 1960, décision violemment critiquée par le Mouvement populaire wallon, même si, dans cette question, comme dans celle du port de Zeebruges ou encore les lois que fit voter Gaston Eyskens en faveur de l'expansion économique (1959), représentent des cas moins clairs, qui cependant ont été mis en avant par quelqu'un comme Michel Quévit.
Toutefois, malgré la superposition des clivages, on voit, tant dans les votes populaires ou les sondages que les votes au Parlement, se dessiner une opposition globale même si elle n'est jamais purement frontale ni encore moins ethnique (d'autres considérations que l'appartenance culturelle ou linguistique jouant à chaque fois). Il n'empêche que celle-ci reste l'un des déterminants importants de toute la vie politique belge et cela bien au-delà de l'aire d'influence du Mouvement flamand ou du Mouvement wallon. C'est l'une des raisons profondes de ce que la Belgique ignore le référendum, l'expérience de 1950 ayant démontré que l'opinion publique belge, lorsqu'elle est consultée, reproduit des clivages analogues à ceux constatés à l'intérieur du monde politique.

## Garanties constitutionnelles obtenues par les Wallons et les Bruxellois francophones
À partir de 1970, des dispositifs divers ont été introduits dans la Constitution belge comme le procédure dite de la sonnette d'alarme,  le vote de certaines lois à majorités spéciales (la majorité doit être obtenue dans chaque groupe linguistique). Le fédéralisme belge lui-même peut être considéré comme une réaction du mouvement wallon à la fréquente mise en minorité de la Wallonie et des francophones en général soit dans l'enceinte parlementaire, soit dans l'opinion publique, soit au sein du gouvernement belge, tel qu'il a fonctionné avant l'instauration du fédéralisme. Vincent de Coorebyter, Directeur du Crisp, remarquait récemment à propos des traits de confédéralisme dans le fédéralisme belge : « On rappellera seulement que plusieurs des traits évoqués ont été institués pour protéger la minorité francophone face à la majorité numérique flamande : c’est le cas du premier [ l'exclusivité des compétences selon l'auteur] et du troisième traits [la nécessité de l'accord des deux composantes du pays en matière linguistique], auxquels les francophones semblent rester attachés. Pas plus que le débat ne se limite à deux modèles séparés par un gouffre, l’adoption de traits confédéraux au sein du système belge n’est pas forcément d’inspiration flamande. Quant à leurs effets, seule l’expérience permet de les connaître avec certitude... »  Depuis 1970, le Gouvernement belge doit être composé d'un nombre égal de ministres francophones d'une part, de ministres non-francophones de l'autre, le premier ministre éventuellement excepté ainsi que les secrétaires d'État. Les principes de l'équipollence des normes et de la Compétence exclusive sont la règle  tandis que les décisions du Parlement wallon[réf. nécessaire] ne peuvent être mises en cause que par la Cour d'arbitrage composée paritairement et devant laquelle les divers pouvoirs du pays comparaissent sur un pied d'égalité.